# Perennial (Vera Blue)
Perennial è il secondo album in studio della cantante australiana Vera Blue (il primo pubblicato con questo nome), pubblicato nel 2017.

## Tracce
1. First Week – 4:13
2. Give In – 3:41
3. Regular Touch – 3:28
4. We Used To – 3:21
5. Said Goodbye to Your Mother – 4:02
6. Private – 2:29
7. Lady Powers
8. Magazine – 3:39
9. Fools – 3:14
10. Overachiever – 3:39
11. Pedestal/Cover Me – 5:08
12. Mended – 5:05

Tracce bonus nell'edizione di iTunes
1. Settle – 3:40
2. Hold – 4:08